# Bastián Gómez
Bastián Alonso Gómez Herrera (Chile, 20 de octubre de 2006) es un futbolista profesional chileno que se desempeña como delantero y actualmente milita en Universidad Católica de la Primera División de Chile.

## Trayectoria

### Universidad Católica
Comenzó sus inferiores en Universidad Católica a los 11 años. En 2022, como parte de la sub-16 del equipo se consagró bicampeón de dicha categoría, en el apertura frente a Colo Colo con un gol de él, y luego en el Clausura frente a Santiago Wanderers. En mayo de 2024, Tiago Nunes lo citaría al primer equipo. Debutó el 2 de junio de 2024 contra Coquimbo Unido por el torneo nacional tras ingresar al minuto 70' en reemplazo de Jorge Ortiz en la derrota 2 a 0 de su equipo en calidad de visitante.

## Estadísticas

### Clubes
| Club                         | Div.          | Temporada     | Liga  | Liga  | Copas nacionales | Copas nacionales | Copas internacionales | Copas internacionales | Total | Total |
| Club                         | Div.          | Temporada     | Part. | Goles | Part.            | Goles            | Part.                 | Goles                 | Part. | Goles |
| ---------------------------- | ------------- | ------------- | ----- | ----- | ---------------- | ---------------- | --------------------- | --------------------- | ----- | ----- |
| Universidad Católica · Chile | 1.ª           | 2024          | 1     | 0     | 0                | 0                | —                     | —                     | 1     | 0     |
| Universidad Católica · Chile | Total club    | Total club    | 4     | 0     | 0                | 0                | 0                     | 0                     | 4     | 0     |
| Total carrera                | Total carrera | Total carrera | 4     | 0     | 0                | 0                | 0                     | 0                     | 4     | 0     |
| 1.                           |               |               |       |       |                  |                  |                       |                       |       |       |